# 蒂济 (约讷省)
蒂济（法語：Thizy，法語發音：[tizi]）是法国勃艮第-弗朗什-孔泰大区约讷省的一个市镇，属于阿瓦隆区。

## 地理
蒂济（47°34'14"N, 4°3'18"E）面积5.55 平方千米，位于法国勃艮第-弗朗什-孔泰大區约讷省，该省份为法国中北部内陆省份，西接卢瓦雷省，西北接塞纳-马恩省，南至涅夫勒省，东临科多尔省，东北与奥布省接壤。
与蒂济接壤的市镇（或旧市镇、城区）包括：阿努、布拉西、沙泰勒热拉尔、蒙雷阿勒、塔尔西。

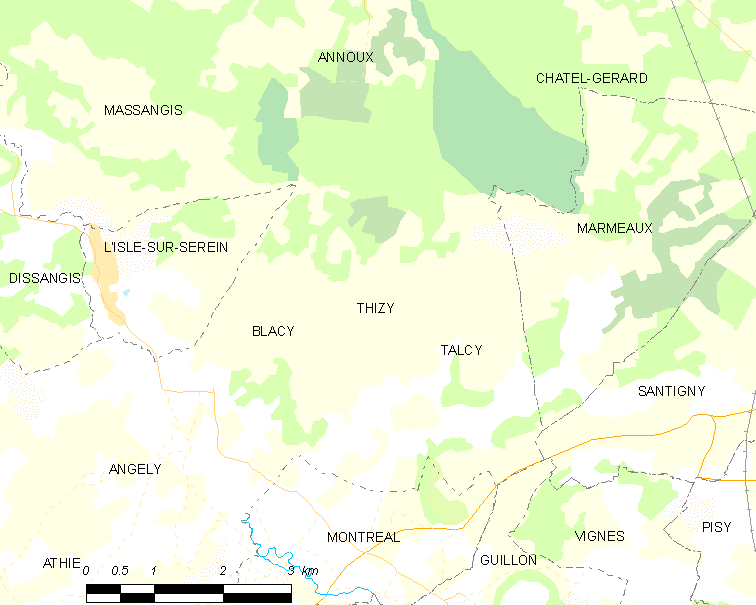
的OSM定位图

蒂济的时区为UTC+01:00、UTC+02:00（夏令时）。

## 行政
蒂济的邮政编码为89420，INSEE市镇编码为89412。

## 政治
蒂济所属的省级选区为沙布利县。

## 人口

1962-2008年间人口变化图示

蒂济于2022年1月1日时的人口数量为184人。